# Manlio Argueta
 (décembre 2018).
Pour les articles homonymes, voir Argueta.
Manlio Argueta, né le 24 novembre 1935 à San Miguel (Salvador), est un poète et romancier salvadorien.

## Biographie
Manlio Argueta a commencé sa carrière d'écrivain à l'âge de 13 ans en tant que poète. Il cite Pablo Neruda et García Lorca parmi ses premières influences poétiques. Bien qu'il fût relativement inconnu à l'époque, Argueta remporta un prix national pour sa poésie en 1956, ce qui lui valut une certaine reconnaissance parmi les poètes américains, salvadoriens et centraméricains.
Alors qu'il s'impliquait davantage dans la communauté littéraire du Salvador, Manlio Argueta devint membre de la Generación comprometida (es). En raison de ses écrits critiques du gouvernement, Argueta fut exilé au Costa Rica en 1972 et ne put retourner au Salvador avant les années 1990.
Manlio Argueta vit actuellement au Salvador, où il occupe le poste de directeur dde la Bibliothèque publique nationale.
Il appartenait au groupe littéraire portant le nom de Generación comprometida (en français : Génération engagée) (en référence à l'engagement politique et social), également appelé Círculo Literario Universitario (en français : Cercle littéraire universitaire), créé par Ítalo López Vallecillos (es) (1932-1986). Parmi les autres membres du groupe figurent Roque Dalton (1935-1975), Álvaro Menen Desleal (es) (1931-2000), Waldo Chávez Velasco (es) (1932), Irma Lanzas (es) (1933), Orlando Fresedo (es) 1932-1965).